# Empire Ants
«Empire Ants» es un sencillo de la banda virtual británica Gorillaz, del álbum Plastic Beach. Presenta las voces de la banda de trip hop, Little Dragon.

## Grabación
Damon Albarn, el líder de Gorillaz, fue contactado por primera vez por la banda Little Dragon, a través de su compañera Suzi Winstanley, quien ella era fanática de Gorillaz. Yukimi Nagano no había conocido a Gorillaz antes de colaborar, y era inicialmente ambivalente hacia la idea de colaboración; cuando Nagano le explicó que Albarn era miembro de la banda de rock inglesa Blur, ella expresó una leve sorpresa de que Albarn aún hiciera música. Nagano explicó más tarde: «Definitivamente no estaba tan acusado como podría haberlo sido si supiera quiénes eran. Todos me dijeron que eso fue un gran problema».
Nagano y Albarn pasaron varios días en el Studio 13, el estudio personal de Albarn en Londres, Inglaterra. Las contribuciones vocales de Nagano a «Empire Ants» y «To Binge», se aceptaron por el personal de Gorillaz, siendo estas dos del mismo álbum Plastic Beach. Albarn tocó varias pistas instrumentales para Nagano, lo que le permitió elegir cuál se usaría para la colaboración. Nagano disfrutó colaborando con Albarn, elogiando tanto la diversidad de las pistas como la naturaleza orgánica del proceso de la grabación musical.

## Video musical
El video musical de «Empire Ants» presenta dibujos coloriéndose y desvaneciendo lentamente de Gorillaz.

## Recepción
BBC Music describió la canción diciendo: «La misma calidad buena de Blur». Pitchfork Media caracterizó las contribuciones de Little Dragon al álbum, como: «Aireadas, elusivas y increíblemente hermoso».

## Personal
- Damon Albarn: vocales, teclados, guitarra rítmica
- Yukimi Nagano: vocales
- Fredrik Walin: sintetizadores
- Hakan Wirenstand: sintetizadores
- Simon Tong: guitarras
- Erik Bodin: percusión